# Менаж, Жиль
Жиль Менаж (фр. Gilles Ménage; 15 августа 1613, Анжер — 23 июля 1692, Париж) — французский филолог.

## Биография
Сын адвоката, начинал свою карьеру как многообещающий юрист, однако по состоянию здоровья отказался от юридической карьеры. В 1630—1640-е годы жил в Париже в окружении кардинала Реца. В 1650-е гг. вокруг Менажа начинает собираться кружок литераторов (в том числе Жан Шаплен и Поль Пелисон). Каждую среду он проводил в своём доме литературные собрания (Mercuriales). Среди воспитанников Менажа наиболее важное место занимает Мари Мадлен де Лафайет, автор выдающегося романа «Принцесса Клевская». Мазарини назначил Менажу пенсию как большому знатоку итальянской культуры.
Менаж писал стихи на латыни, французском, итальянском и древнегреческом языках — четырёхъязычным, в частности, был сборник его стихотворений 1656 года (лат. Poemata latina, gallica, graeca, et italica). Однако основные его заслуги лежат в области языкознания, особенно лексикографии и этимологии: Менаж написал «Происхождение итальянского языка» (итал. Origini della lingua italiana; 1669), «Наблюдения над французским языком» (фр. Observations sur la langue française; 1672—1676), «Этимологический словарь» (фр. Dictionnaire etymologique), над которым работал долгие годы.
Благодаря язвительному нраву Менаж нажил множество противников, в том числе в литературном лагере, — язвительную сатиру на него представляет собой образ Вадиуса в комедии Мольера «Учёные женщины».